# Bonifaciu del Vasto
Bonifaciu del Vasto (n. 5 octombrie 1060, Savona, Liguria, Italia – d. 1130) a fost margraf al Liguriei apusene între 1084 și 1125.

## Biografie
Bonifaciu a preluat moștenirea din calitatea de fiu și succesor al lui Otto și al Berthei, fiica margrafului Ulric Manfred al II-lea de Torino. El era membru al familiei Aleramicilor, fapt care de asemenea i-a oferit Marca de Montferrat. Reședința sa era la Savona.
Bonifaciu a avut o mai multe fiice și fii atât de la prima sa soție, Alice, fiică a contelui Petru I de Savoia, cât și de la cea de a doua, Agnes, fiica prințului Franței Hugo Capet, pe atunci conte de Vermandois.
Două dintre fiicele sale s-au căsătorit cu fiii contelui normand Roger I al Siciliei, rezultați din legături extraconjugale, contele Iordan de Hauteville și contele Geoffroi de Ragusa (care se pare că a murit înainte să aibă loc căsătoria). Fiii lui Bonifaciu au întemeiat ramuri ale conducătorilor de Saluzzo (fiul său cel mare fiind Manfred I de Saluzzo, Busca, Lancia, Ceva și Savona). Un alt fiu, Henric a devenit senior în Sicilia.